# چرخ (فیلم ۱۳۷۶)
چرخ (فیلم) فیلمی به کارگردانی  و نویسندگی غلامرضا رمضانی ساختهٔ سال ۱۳۷۶ است.

## بازیگران
- احمد جان محمدی
- شهرام ذبیح‌پور
- عباس طاهری
- اعظم سلطانی
- بهرام رحمانیان
- میلاد مرادی باستانی
- ربابه جارچی
- رخشا رمضانی